# A Tale of Sex, Designer Drugs, and the Death of Rock N Roll
A Tale of Sex, Designer Drugs, and the Death of Rock N Roll è un EP dei Pretty Boy Floyd, pubblicato nel 1998 per l'etichetta discografica Perris Records.
Esso segna il ritorno della band dopo lo scioglimento del 1991.

## Tracce
1. Shut Up
2. Junkie Girl
3. Everybody Needs a Hero (Big Bang Babies cover)
4. Do You Love Me
5. Good Girl Gone Bad

## Formazione
- Steve "Sex" Summers - voce
- Kristy "Krash" Majors - chitarra
- Keri Kelli - chitarra
- Keff Ratcliffe - basso
- Keri Kane - batteria